# Maryam Ahmadi
Maryam Ahmadi (* 23. Oktober 2007) ist eine iranische Leichtathletin, die sich auf den Mittelstreckenlauf spezialisiert hat.

## Sportliche Laufbahn
Erste Erfahrungen bei internationalen Meisterschaften sammelte Maryam Ahmadi im Jahr 2023, als sie bei den U18-Asienmeisterschaften in Taschkent in 4:47,75 min den fünften Platz im 1500-Meter-Lauf belegte. Im Jahr darauf gelangte sie bei den Hallenasienmeisterschaften in Teheran mit 2:19,72 min auf den fünften Platz über 800 Meter.
2024 wurde Ahmadi iranische Hallenmeisterin im 800-Meter-Lauf.

## Persönliche Bestzeiten
- 800 Meter: 2:14,03 min, 9. Dezember 2023 in Teheran (iranischer U18-Rekord)
- 1500 Meter: 4:45,85 min, 29. September 2023 in Teheran